# Brachopsis
Brachopsis is een kevergeslacht uit de familie van de boktorren (Cerambycidae). De wetenschappelijke naam van het geslacht werd voor het eerst geldig gepubliceerd in 1850 door Saunders.

## Soorten
Brachopsis omvat de volgende soorten:
- Brachopsis concolor Saunders, 1850
- Brachopsis nupera Pascoe, 1863